# Tweede Kamerverkiezingen 1986/Kandidatenlijst/Partij voor Ambtenaren en Trendvolgers
Dit is de kandidatenlijst voor de Tweede Kamerverkiezingen 1986 van de Partij voor Ambtenaren en Trendvolgers. De partij deed mee in vier van de negentien kieskringen.

## De lijst
| Posities (per lijst) | Posities (per lijst) | Posities (per lijst) | Posities (per lijst) | Naam                         | Stemmenaantallen (per lijst) | Stemmenaantallen (per lijst) | Stemmenaantallen (per lijst) | Stemmenaantallen (per lijst) |
| 05                   | 06                   | 07                   | 18                   | Naam                         | 05                           | 06                           | 07                           | 18                           |
| -------------------- | -------------------- | -------------------- | -------------------- | ---------------------------- | ---------------------------- | ---------------------------- | ---------------------------- | ---------------------------- |
| 1                    | 1                    | 1                    | 1                    | Frits Guffens                | 0 512                        | 0 327                        | 0 713                        | 1.890                        |
| 2                    | 7                    | 6                    | 15                   | H.P. Vervoorn                | 24                           | 2                            | 8                            | 1                            |
| 3                    | 8                    | 4                    | 13                   | J.J. Couzijn                 | 12                           | 3                            | 8                            | 1                            |
| 4                    | 2                    | 3                    | 14                   | F.A.M. de Langen             | 3                            | 4                            | 27                           | 2                            |
| 5                    | 11                   | 12                   | 3                    | J.H.J. Giesberts             | 3                            | 0                            | 0                            | 73                           |
| 6                    | 3                    | 7                    | 10                   | H.E.Th. Dagelet              | 17                           | 67                           | 20                           | 3                            |
| 7                    | 6                    | 2                    | 17                   | G.H. Plasman                 | 12                           | 2                            | 74                           | 2                            |
| 8                    | 5                    | 9                    | 16                   | M.E.W.A. van Velzen-Annokkee | 15                           | 36                           | 29                           | 10                           |
| 9                    | 9                    | 5                    | 11                   | L.J. Barnhard                | 8                            | 2                            | 53                           | 2                            |
| 10                   | 4                    | 8                    | 12                   | W.F. le Clercq               | 5                            | 39                           | 10                           | 2                            |
| 11                   | 10                   | 11                   | 2                    | G.A.L. Jacobs                | 2                            | 2                            | 2                            | 89                           |
| 12                   | 12                   | 13                   | 4                    | S.J.H. Pilmeijer             | 0                            | 0                            | 0                            | 99                           |
| 13                   | 13                   | 14                   | 5                    | E.P.H. Brouwers              | 1                            | 1                            | 0                            | 82                           |
| 14                   | 14                   | 15                   | 6                    | J.M. Gorsic                  | 0                            | 0                            | 1                            | 95                           |
| 15                   | 15                   | 16                   | 7                    | A.Th.J. Meewis               | 0                            | 1                            | 0                            | 37                           |
| 16                   | 16                   | 17                   | 8                    | W. Evertz                    | 3                            | 0                            | 3                            | 18                           |
| 17                   | 17                   | 18                   | 9                    | P.A. van Rijen               | 0                            | 0                            | 4                            | 21                           |
| 18                   | 18                   | 10                   | 18                   | M.E.R.M. Ras                 | 9                            | 2                            | 1                            | 6                            |

PvdA · CDA · VVD · D66 · PSP · SGP · CPN · PPR · RPF · GPV · EVP · AR'85 · Centrumdemocraten · Federatieve Groenen · VCN · Centrumpartij · PGI · SP · Partij voor Ambtenaren en Trendvolgers · Lijst 19 (kieskring 9) · God Met Ons · Partij voor de Middengroepen · Loesje · Humanistische Partij · SAP · Partij Algemeen Belang · Lijst 27